# Сан-Грегорио-Матезе
Сан-Грегорио-Матезе (итал. San Gregorio Matese) — коммуна в Италии, располагается в регионе Кампания, в провинции Казерта.
Население составляет 1057 человек (2008 г.), плотность населения составляет 19 чел./км². Занимает площадь 56 км². Почтовый индекс — 81010. Телефонный код — 0823.
Покровителем коммуны почитается святой Григорий Двоеслов, папа Римский, празднование в первое воскресение августа.

## Демография
Динамика населения:

## Администрация коммуны
- Официальный сайт: http://www.comune.sangregoriomatese.ce.it